# فرهنگ امنیت
فرهنگ امنیت مجموعه اقداماتی است که توسط فعالان، به ویژه آنارشیست‌های معاصر، برای جلوگیری یا کاهش اثرات نظارت، آزار و اذیت پلیس و کنترل حکومتی مورد استفاده قرار می‌گیرد.  

## بررسی اجمالی
فرهنگ امنیت این احتمال را درمی‌یابد که فضاها و جنبش‌های آنارشیستی توسط مخبرها یا عوامل اطلاعاتی مخفی یا نفوذگران تحت نظارت هستند.  فرهنگ امنیت دارای سه مؤلفه است: تعیین زمان و چگونگی نظارت، محافظت از جوامع آنارشیست در صورت نفوذ احتمالی و پاسخ به نقض امنیت.  ریشه این ایده نامشخص است؛ لیکن برخی از آنارشیست‌ها پیدایش آن را در جنبش‌های جدید اجتماعی دهه ۱۹۶۰ باز می‌شناسند، که در آن زمان هدف مورد هدف پروژه COINTELPRO دفتر تحقیقات فدرال بودند.  کریستین ام. رابینسون، جامعه‌شناس، فرهنگ امنیتی را پاسخی به برچسب زدن به آنارشیست‌ها به عنوان عناصر تروریستی می‌داند که پس از حملات ۱۱ سپتامبر رواج یافته بود. 
جغرافیدان ناتان ال. کلائت فرهنگ امنیتی را "روشی برای پرورش یک ساختار عاطفی جدید" توصیف می‌کند.  شان پارسون، دانشمند علوم سیاسی، تعریف زیر را ارائه می‌دهد: «فرهنگ امنیتی… شامل قوانینی است من جمله عدم افشای نام کامل و سابقه فعالیت شخص یا هر چیز دیگری که می‌تواند برای شناسایی فرد یا دیگران توسط مقامات استفاده شود. هدف فرهنگ امنیتی تضعیف رخنهٔ نفوذی‌ها و "آدم‌رباهاً است که به گروه‌ها امکان می‌دهد با خیال راحت تری دست به اقدامات غیرقانونی بزنند و نگرانی کمتری برای دستگیری داشته باشند. "  محقق رسانه ای، لورا پورتوود استاکر، فرهنگ امنیتی را چنین تعریف می‌کند: "هنجارهای حریم خصوصی و کنترل اطلاعات که توسط آنارشیست‌ها در پاسخ به نفوذ منظم به گروه‌های آن‌ها و نظارت توسط پرسنل اجرای قانون ایجاد شده‌است." 
فرهنگ امنیتی شامل کنار گذاشتن تاکتیک‌های سیاسی مقابله ای نیست؛ بلکه از پرداختن به چنین روش‌هایی دوری کرده و متمرکز بر انجام عمل ناهنجار و در عین حال عدم شناسایی فرد است.  مدافعان فرهنگ امنیتی قصد دارند شیوه‌های آن را غریزی، خودکار یا ناخودآگاه جلوه دهند.  شرکت کنندگان در جنبش‌های آنارشیستی فرهنگ امنیتی را برای توانایی عملکرد خود، به ویژه در زمینه جنگ علیه تروریسم حیاتی می‌دانند. 
پورتوود-استاکر می‌گوید که فرهنگ امنیتی بر تحقیق در مورد خرده فرهنگ‌های آنارشیست تأثیر می‌گذارد و در حالی که خرده فرهنگ‌ها اغلب در برابر رخنه‌گری مقاوم هستند، «مخاطرات اغلب برای فعالان آنارشیست بسیار بیشتر است، زیرا هدف مکرر نظارت و سرکوب دولت هستند». 

## روش‌ها

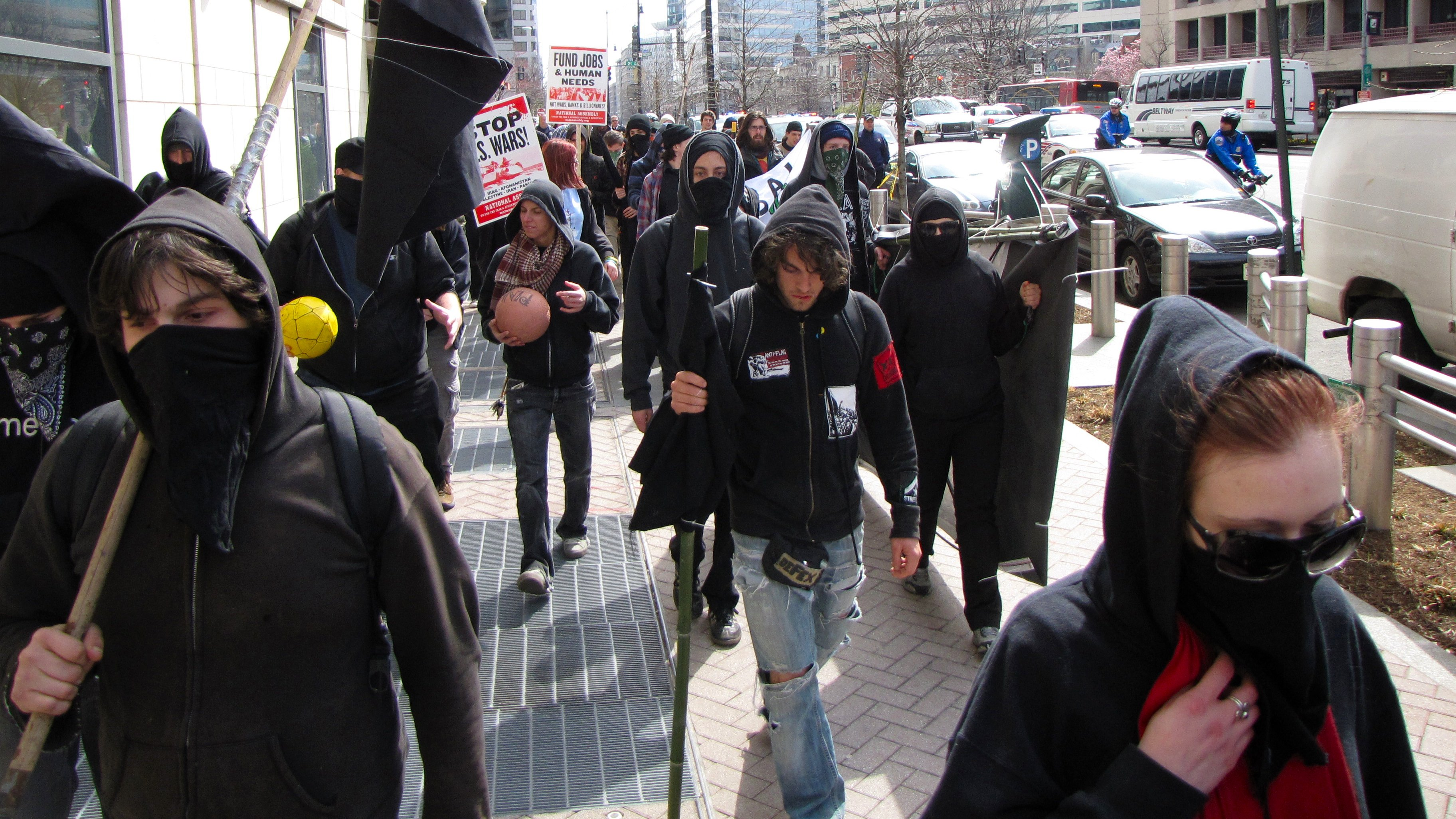
کریستین رابینسون تاکتیک بلوک سیاه را به عنوان یک بخشی از فرهنگ امنیتی معرفی می‌کند.

فرهنگ امنیتی بیان می‌دارد که چه موضوعاتی می‌توانند مورد بحث قرار گیرند و در چه زمینه‌هایی بایستی موازین امنیتی را رعایت کرد.  گفتگو با مجریان قانون را منع می‌شود و صحبت با برخی از رسانه‌ها و حضور در برخی مکان‌ها به عنوان خطرات امنیتی شناخته می‌شوند. فرض بر این است که اینترنت ، تلفن و ایمیل، خانه‌ها و وسایل نقلیه شخصی و مکان‌های اجتماعات حاوی دستگاه‌های شنود مخفی هستند.  فرهنگ امنیتی بحث در مورد مشارکت در فعالیت‌های غیرقانونی یا مخفی را منع یا دلسرد می‌کند.  سه استثنا، با این حال، بیان می‌شوند: بحث در مورد برنامه با دیگر افراد درگیر، بحث در مورد فعالیت‌های جنایی که برای آن پیشتر محکوم شده‌اند، و بحث در مورد اعمال گذشته ناشناس در مج یا رسانه‌های مورد اعتماد و مجاز.  رابینسون تاکتیک بلوک سیاه، که در آن آنارشیست‌ها صورت خود را می‌پوشانند و لباس سیاه می‌پوشند، به عنوان یک جزء و مؤلفهٔ فرهنگ امنیتی برمی‌شمارد.  سایر اقدامات عبارتند از استفاده از نام مستعار و «[تغییر دادن نگاه برای بازرسی از بدنی دیگران».  نقض فرهنگ امنیتی ممکن است باعث اجتناب دیگر هم‌فکران و منزوی شدن فرد بینجامد. 